# Дарезе
Дарезе́ (фр. Dareizé) — колишній муніципалітет у Франції, у регіоні Овернь-Рона-Альпи, департамент Рона. Населення — 450 осіб (2011).
Муніципалітет був розташований на відстані близько 370 км на південний схід від Парижа, 32 км на північний захід від Ліона.

## Історія
До 2015 року муніципалітет перебував у складі регіону Рона-Альпи. Від 1 січня 2016 року належав до нового об'єднаного регіону Овернь-Рона-Альпи.
1 січня 2019 року Дарезе, Лез-Ольм, Поншарра-сюр-Тюрдін i Сен-Лу було об'єднано в новий муніципалітет Вендрі-сюр-Тюрдін.

## Демографія
Динаміка населення (INSEE ):
Розподіл населення за віком та статтю (2006):
| Стать | Всього | До 15 років | 15-24 | 25-44 | 45-64 | 65-85 | Понад 85 |
| --- | ------ | ----------- | ----- | ----- | ----- | ----- | -------- |
| Чоловіки | 236    | 52          | 40    | 36    | 88    | 20    | 0        |
| Жінки | 204    | 32          | 32    | 68    | 56    | 16    | 0        |
| \| Статево-вікова піраміда \| Статево-вікова піраміда \| Статево-вікова піраміда \| \| ----------------------- \| ----------------------- \| ----------------------- \| \| Чоловіки \| Вік \| Жінки \| \| 0 \| 85 + \| 0 \| \| 4 \| 80-84 \| 4 \| \| 4 \| 75-79 \| 4 \| \| 4 \| 70-74 \| 4 \| \| 8 \| 65-69 \| 4 \| \| 12 \| 60-64 \| 12 \| \| 20 \| 55-59 \| 12 \| \| 8 \| 50-54 \| 20 \| \| 48 \| 45-49 \| 12 \| \| 20 \| 40-44 \| 44 \| \| 4 \| 35-39 \| 12 \| \| 12 \| 30-34 \| 12 \| \| 0 \| 25-29 \| 0 \| \| 20 \| 20-24 \| 16 \| \| 20 \| 15-20 \| 16 \| \| 20 \| 10-14 \| 20 \| \| 16 \| 5-9 \| 12 \| \| 16 \| 0-4 \| 0 \| |        |             |       |       |       |       |          |
| Статево-вікова піраміда |        |             |       |       |       |       |          |
| Чоловіки | Вік    | Жінки       |       |       |       |       |          |
| 0 | 85 +   | 0           |       |       |       |       |          |
| 4 | 80-84  | 4           |       |       |       |       |          |
| 4 | 75-79  | 4           |       |       |       |       |          |
| 4 | 70-74  | 4           |       |       |       |       |          |
| 8 | 65-69  | 4           |       |       |       |       |          |
| 12 | 60-64  | 12          |       |       |       |       |          |
| 20 | 55-59  | 12          |       |       |       |       |          |
| 8 | 50-54  | 20          |       |       |       |       |          |
| 48 | 45-49  | 12          |       |       |       |       |          |
| 20 | 40-44  | 44          |       |       |       |       |          |
| 4 | 35-39  | 12          |       |       |       |       |          |
| 12 | 30-34  | 12          |       |       |       |       |          |
| 0 | 25-29  | 0           |       |       |       |       |          |
| 20 | 20-24  | 16          |       |       |       |       |          |
| 20 | 15-20  | 16          |       |       |       |       |          |
| 20 | 10-14  | 20          |       |       |       |       |          |
| 16 | 5-9    | 12          |       |       |       |       |          |
| 16 | 0-4    | 0           |       |       |       |       |          |

## Економіка
2010 року серед 283 осіб працездатного віку (15—64 років) 235 були активними, 48 — неактивними (показник активності 83,0%, у 1999 році було 75,1%). З 235 активних мешканців працювало 227 осіб (119 чоловіків та 108 жінок), безробітними було 8 (5 чоловіків та 3 жінки). Серед 48 неактивних 17 осіб було учнями чи студентами, 23 — пенсіонерами, 8 були неактивними з інших причин.

У 2010 році в муніципалітеті числилось 165 оподаткованих домогосподарств, у яких проживали 449,0 особи, медіана доходів виносила 21 593 євро на одного особоспоживача